# Vesicularia perviridis
Vesicularia perviridis là một loài Rêu trong họ Hypnaceae. Loài này được (Ångström) Müll. Hal. mô tả khoa học đầu tiên năm 1896.